# Парса, Ахмад
Ахмад Парса (англ. Ahmad Parsa или англ. Ahmed Parsa, 1907 — 1997) — иранский ботаник, первый современный профессор ботаники в Тегеране.

## Биография
Ахмад Парса родился в 1907 году.
Получив докторскую степень в области естественных наук во Франции, Парса вернулся в Иран и решил составить работу по флоре Ирана и организовать национальный гербарий. Он стал первым современным профессором ботаники в Тегеране в 1933 году. В 1954 году он помог создать в Тегеране музей естественной истории с гербарием.
Ахмад Парса умер в 1997 году.

## Научная деятельность
Ахмад Парса специализировался на семенных растениях.